# ミハイロ・スタリツキー

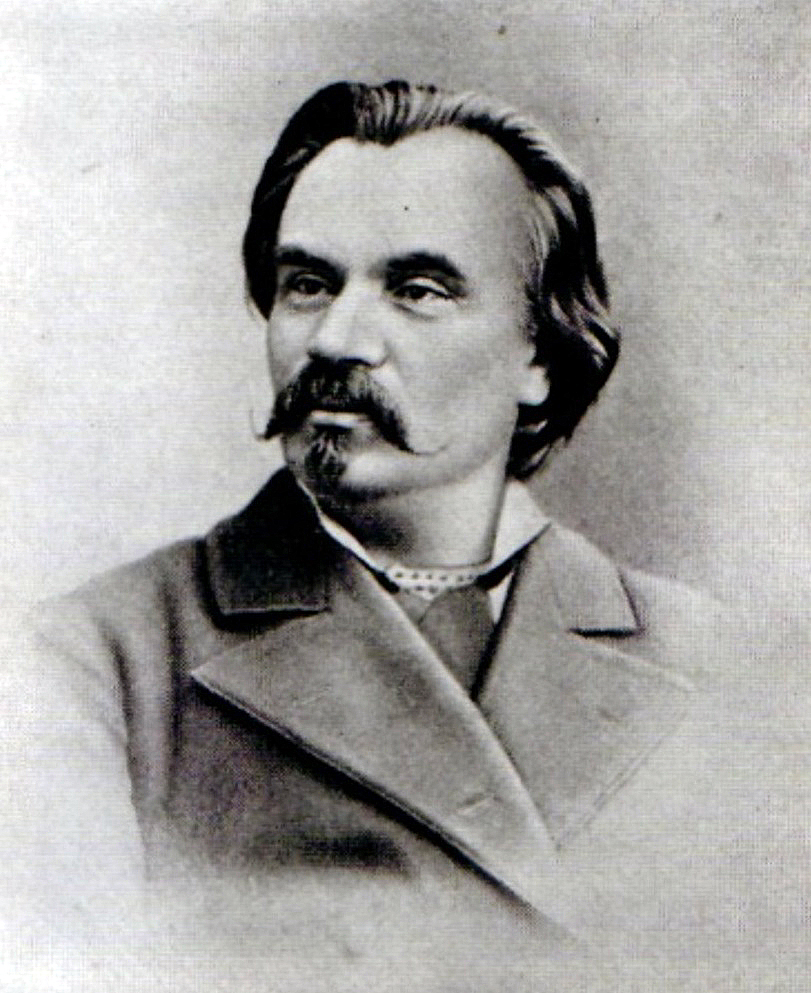
ミハイロ・スタリツキー

ミハイロ・ペトロヴィチ・スタリツキー（ウクライナ語: Михайло Петрович Старицький、1840年12月14日 - 1904年4月27日）は、ウクライナの作家、劇作家、演劇監督。19世紀後半のウクライナの文学および演劇界において最も重要な人物の一人と考えられている。

## 生涯

### 幼少期と学生時代
スタリツキーは1840年12月14日、ポルタヴァ県（現在のウクライナポルタヴァ州）のクリシチンツィ村で、貧しい貴族の家庭に生まれた。幼いころに両親を亡くし、叔父の養子となった。
ポルタヴァ体育館で教育を受け、その後、ハルキウ大学で法律を学んだが、彼は文学や演劇に興味を持つようになり大学を中退した。

### 文学活動の開始
スタリツキーは、1860年代初頭から文学活動を始めた。当初は詩や短編小説を書いていたが、すぐに戯曲に転向した。初期の戯曲はウクライナの農民の生活を描いたものであった。

### 演劇活動[3]
スタリツキーは、1883年にキーウで自分の劇団を結成した。この劇団はウクライナ語での演劇の上演を目的としていた。当時、ウクライナ語での演劇はロシア帝国政府によって抑圧されていた。
スタリツキーの劇団はウクライナの人々から熱狂的に支持された。彼の戯曲はウクライナの文化とアイデンティティを称えるものであり、ウクライナの人々に希望とインスピレーションを与えた。

### 晩年
スタリツキーは生涯を通じて精力的に執筆活動と演劇活動を続け、70本以上の戯曲と数多くの詩、短編小説、エッセイを書いた。
1904年4月27日、キーウ市で死去した。

## 作品

### 戯曲
- "Ne sudylosia" (1881)
- "Oy, ne khody, Hrytsiu, ta i na vechornytsi" (1890)
- "Zakhar Berkut" (1883)
- "Bohdan Khmelnytsky" (1897)

### 小説
- "Oborona Butchi" (1894)
- "Rozbijnyk Karmeliuk" (1899)

## 後世への影響
スタリツキーはウクライナの文学と演劇の発展に大きく貢献した。ウクライナ語で高品質な文学作品を創作し、ウクライナ語演劇の普及に尽力した。彼の作品は今日でもウクライナで愛され続けており、彼の名前はウクライナの多くの劇場や通りに冠されている。